# Крестенское
Крестенское — пресноводное озеро на территории Андомского сельского поселения Вытегорского района Вологодской области.

## Физико-географическая характеристика
Площадь озера — 0,6 км². Располагается на высоте 33,4 метров над уровнем моря.
Форма озера продолговатая: оно более чем на один километр вытянуто с северо-запада на юго-восток. Берега заболоченные.
С северной стороны озера вытекает безымянный водоток, впадающий с левого берега в реку Андому, впадающую, в свою очередь, в Онежское озеро.
Острова на озере отсутствуют.
Населённые пункты и автодороги вблизи водоёма отсутствуют.
Код объекта в государственном водном реестре — 01040100611102000019883.